# Juanito Navarro
Juan Navarro Rubio, popularmente conocido como Juanito Navarro (Madrid, 8 de julio de 1924 - ibídem, 10 de enero de 2011), fue un actor y presentador español.

## Biografía
Cursó estudios de Ingeniería Aeronáutica. Comenzó en el año 1945 con 21 años de edad, lo primero que hace en teatro, entre muchas cosas, es una de las versiones de la zarzuela cómico musical La blanca doble de Jacinto Guerrero. A principios de los años cincuenta trabaja en la compañía de revistas titular del madrileño Teatro La Latina, sala a la que con los años estaría muy ligado, con espectáculos como El Trust tris tras con Luis Cuenca, Antonio Garisa y Raquel Daina. Desde 1952 entra a la compañía de revistas del Maestro Cabrera, interpretando obras cómicas y musicales como Pan, amor y...postre (1955) con la vedette Carmen Jareño, Lo tomas o ...lo dejas (1957) junto a la vedette Amparo de Lerma. 
En 1958 decide formar su propia compañía de comedias, con la que repone y estrena éxitos como ¡Clavijo, búscame un hijo! de Francisco G. Loygorri, La mujer compuesta de Luis Tejedor y Alfayete, El orgullo de Albacete, de Pierre Veber y ¡Orozco que te conozco! de Francisco G. Loygorri, que había estrenado Paco Martínez Soria. En 1960 pasa a la compañía de revistas Ramón Clemente y Muñoz Román, que ese mismo 1959 repone con éxito la antología de los maestros Francisco Alonso y Jacinto Guerrero titulada Un matraco en Nueva York. En este espectáculo actúa por primera vez con una jovencísima vedette cómica Lina Morgan, que la estrenó en 1958 en el Teatro Alcázar. Juanito estrena esta revista por toda España y Lina Morgan se marcha a reponerla con Antonio Casal y Addy Ventura a Madrid.
En 1960-1961 Juanito Navarro bate récord de permanencia y taquilla en Madrid, Teatro Alcázar desde 10 de abril hasta 20 de septiembre de 1960. Cuatro temporadas de éxito con su Compañía de Comedias Cómicas. Estrena el siguiente repertorio junto a la vedette Addy Ventura: Doña Mariquita de mi corazón, de José Muñoz Román, ¡Ya tengo papá y mamá! de Loigorri y Fernández Rica, La heroína de Alpedrete de Daniel España y López Monis, Un hombre tranquilo de Adrián Ortega, Don Manuel y la extraña reliquia de José de Juanes, Las novias de Juan García de Aizpuru y Tejedor, Doña Inés del alma mía de José Muñoz Román. La última que hace con el Maestro Cabrera fue la que fue centenaria en el Teatro Calderón, ¡Ellas, ellos…y el taxista! de Arena y Valls. Ésta es representada en provincias junto al estreno de Los líos del Cordobés de Parada, Valls y Cabrera, en la temporada de 1961-1962.

### De Tony Leblanc a Colsada
En 1962 el popular Tony Leblanc decide formar su compañía de revista, para ello decide contratar a varias figuras importantes que a su vez son cabecera de una compañía propia, como era el caso de Manolito Díaz, Antonio Casal y Juanito Navarro o la vedette Addy Ventura. Estrenan en el teatro Calderón de Madrid la revista ¡Todos contra todos! de Tony Leblanc y García Bernalt.
En la temporada siguiente, Tony Leblanc, que abandona la compañía por motivos de salud, les escribe ¡Todos con ella! pero no sería el éxito esperado. Gracias a Matías Colsada, que ya regentaba los teatros La Latina y Monumental de Madrid y el teatro Apolo de Barcelona, se hace con la exclusiva de la compañía. 
Desde el 24 de abril de 1964, fecha en la que estrenan Ay qué ladronas de Allén, García y Giménez, y que había sido estrenada en diciembre de 1963 en el Apolo de Barcelona por Alady, Queta Claver, Carmen de Lirio, Dorita Imperio y Lilián de Celis. Esta versión en el Teatro La Latina la protagonizaban la compañía de revistas Antonio Casl, Juanito Navarro y Manolo Díaz con las vedettes Addy Ventura, a la que en provincias sustituye Lina Canalejas, y la vedette cómica Lina Morgan. Esta compañía estrena en esta misma sala A medianoche de los mismos autores y que se había estrenado en el Apolo de Barcelona en el año 1959-60 por la vedette Josette y Quique Camoiras. En provincias representan las dos citadas y estrenan Las cosas de la viuda. 
El 24 de noviembre de 1964 Colsada presenta a la compañía con el estreno de El barbero de Melilla de Camilo Murillo y Laurentis, con las vedettes Finita Rufette y Lina Morgan. La compañía se disuelve en abril de 1965, desde ese mismo instante Colsada estrena en La Latina Las fascinadoras con Addy Ventura y Juanito Navarro de primer actor y director. Mientras, esta misma revista se estrenaba en el teatro Apolo de Barcelona por Lina Morgan, Alady, Jaqueline Arnaud y Ángela y Adrián Ortega.

### Trabaja nueve temporadas con Lina Morgan
Colsada decide estrenar desde junio de 1965 una nueva compañía de revistas encabezada por Juanito Navarro y la vedette Ángela con la comedia musical Quiero un bebé de Arena y Giménez, con las colaboraciones de Paquito de Osca y la vedette cómica Lina Morgan. Es justo en noviembre del mismo año cuando Colsada, tras la presión de Lina Morgan que no se cansaba de repetir que quienes atraían al público eran Juanito Navarro y ella, decide estrenar su definitiva compañía de revistas, titular del teatro La Latina a la razón de seis meses en Madrid y otros seis en provincias. Estrenan desde noviembre de 1965 nueve espectáculos escritos por Ernesto Arena, Giménez y los Maestros Domenico de Laurentis y Pepe Dolz: Dos maridos para mí (1965), ...y parecía tonta (1966-67), La rompeplatos (1967-68), La chica del barrio (1968-69), ¡Qué vista tiene Calixta! (1969-70), La chica del surtidor (1970-71) y la última hasta junio de 1972 Nena, no me des tormento. 
Es tal la popularidad de la pareja teatral, nunca amorosa como así se decía en aquella época. Como tampoco eran pareja cómica, sino dos artistas contratados por la misma empresa en el mismo espectáculo, no existía ningún contrato que así lo especificase. Fue TVE quien los unió como pareja cómica gracias al programa de 1965 Noches del sábado donde actuaban, eran como la Laura Valenzuela y el Joaquín Prat de Galas del sábado. Numerosos programas de TV y varias obras de teatro para la televisión, programas de radio e incluso grabación de varios Discos para la compañía Marfer. Nunca hicieron películas juntos. Fue tan importante aquel éxito que cuando un actor percibía 500 pts diarias, Lina y Juanito cobraban 2000 ptas. al día. Los chivatos de la época dejaban bien claro quiénes eran los reyes del teatro y la taquilla. Su separación causó numerosos rumores, acabó fatal. Matías Colsada había decidido prescindir de Lina y ella de la empresa Colsada. Sin embargo Juanito Navarro lo extiende hasta 1975. No fue hasta 1978 cuando los geniales cómicos vuelven a reconciliarse, pasando por otro altibajo desde 1996 hasta 2000.

### Otros éxitos con Simón Cabido
Es desde 1972 cuando Colsada estrena en La Latina espectáculos con Juanito Navarro acompañado de vedettes – que sustituían a Lina Morgan– como Vicky Lussón, Rafaela Aparicio, Ingrid Garbo o Paloma Hurtado y Eugenia Roca. Presentan obras como Nena, no me des tormento con Paloma Hurtado (Teatro Apolo 1972), Tu novia es mi mujer (Teatro La Latina 1973), Llévame a París (Teatro La Latina 1973-74) y La chica del barrio con Viky Lusson. 
Desde 1975 a 1978 dedica estos años a las salas de fiestas junto a Eugenia Roca. 
Desde 1978 forma su gran Compañía de Revistas en el Teatro Calderón de Madrid, con éxitos como ¡Una vez al año no hace daño! de Juanito Navarro y Algueró (1978-1979) con el descubrimiento de la vedette Bibi Andersen y con el popular cómico Simón Cabido. 
Desde este instante Simón Cabido y Navarro se hacen populares gracias a las historias de Doña Cocleta y Don Ciruelo que marcaron una época en la historia del humor español gracias a sus actuaciones en el programa 300 Millones y 625 líneas que al comienzo se situaba en el séptimo lugar de la lista de programas más vistos y lo situaron en el segundo puesto. Estrenan ¡Esta noche contigo! (1980-81) y La chispa de la vida (1981-83). 
En 1983 es cuando forma un tándem con el popular Antonio Ozores recorriendo España con Reír más es imposible. En esta época comienza su colaboración con Ozores en el mítico Un, dos, tres... responda otra vez y regresa con Simón Cabido para estrenar ¡Entre risas anda el juego! revista musical de éxito que llevan a Juanito y a Simón a la recién nacida cadena Tele 5 con un programa de similar título: Entre platos anda el juego junto a Rafaela Aparicio.
El 16 de abril de 1985 anunció de forma oficial la presentación de su candidatura a la presidencia del Real Madrid. También adelantó la composición de su junta directiva, así como la posibilidad de que Miguel Muñoz se convirtiese en el administrador general del Real Madrid si ganaba las elecciones presidenciales. El lema de su candidatura era: Un Madrid nuevo, éxitos viejos.

### Un actor con 61 años de profesión
En 1992 representa Ríase de la crisis en la Sala Windsor de la Gran Vía y en 1994-95 se despide de la revista en el Teatro Calderón con ¡Hola Tania! ¿Te han pinchado el teléfono?, de la empresa Colsada y junto a la vedette Tania Doris. Acto seguido pasa al género de la zarzuela con éxitos como La corte de Faraón (1996), El asombro de Damasco (1998) y ¡Viva Madrid! (1999). En el 2000-2001 estrena en el Teatro Príncipe-Gran Vía de Madrid una comedia de Juan José Alonso Millán gracias a la que volverá a encabezar la lista de las obras más vistas con La novia del príncipe, junto a Mary Paz Pondal. Le siguen Contactos de Alonso Millán en el 2002-2003, y después forma compañía de comedias cómicas con Quique Camoiras en A mi mujer la aguantas tú y su segunda parte, ¿De quién es este hijo? de Juan José Alonso Millán. 
Representó su última obra teatral en la Compañía de Ángel Luis Yusta y Tania Ballester con la obra '"Cuerdos de atar" de Moreno Arenas y Ángel Luis Yusta,  estrenada en el Teatro Isabel la Católica de Granada, con la cual recorrieron España (2006) y El show de Juanito Navarro, un regreso a los tiempos de la revista.
El actor falleció el 10 de enero de 2011 por un paro cardíaco debido a su avanzada edad.

## Filmografía
En 1968 había comenzado a participar como actor secundario en la película '
Relaciones casi públicas, a la que siguieron 
Las leandras (1969), 
El taxi de los conflictos (1969), 
Una chica casi decente (1971), 
En un mundo nuevo (1972), 
Me has hecho perder el juicio (1973), 
Las señoritas de mala compañía (1973),
Celos, amor y Mercado Común (1973), '
Cuando el cuerno suena (1974), 
Strip-tease a la inglesa (1975), 
Esclava te doy (1975),
Canciones de nuestra vida (1975), 
Mauricio, mon amour (1976), 
A la legión le gustan las mujeres (1976), 
La Coquito (1977), 
La mujer es un buen negocio (1977), 
Estimado Sr. Juez (1977), 
La masajista profesional (1980), etc 
hasta que en los primeros años de la década de los 80 comienza a colaborar en películas del prolífico director y guionista Mariano Ozores, cuando llegó a rodar hasta 7 títulos por año, compartiendo cartel con Antonio Ozores, Fernando Esteso y Andrés Pajares. Entre muchos otros, apareció en filmes como:
El erótico enmascarado (1980), 
Queremos un hijo tuyo (1981), '
¡Qué gozada de divorcio! (1981),
Los chulos (1981), 
El primer divorcio (1981), 
Todos al suelo (1982), '
Los autonómicos (1982), 
El hijo del cura (1982), 
Cristóbal Colón, de oficio... descubridor (1982), que se convierta en la película más taquillera del cine español hasta la fecha, 
Los caraduros (1983), 
La Lola nos lleva al huerto (1983), 
Juana la loca... de vez en cuando (1983), 
El currante (1983), 
Agítese antes de usarla (1983), 
El cura ya tiene hijo (1984), 
Cuando Almanzor perdió el tambor (1984), 
El rollo de septiembre (1984),
El pan debajo del brazo (1984), 
Al este del oeste (1984), 
¡Qué tía la C.I.A.! (1985), 
Cuatro mujeres y un lío (1985), 
Los presuntos (1986), 
¡No hija, no! (1987), 
¡¡Esto sí se hace!! (1987), 
Esto es un atraco(1987), 
Veneno que tú me dieras (1988), 
Los obsexos (1988), 
Canción triste de... (1988)
El equipo Aahhgg (1989) 
Una larga muestra de un tipo de cine muy característico en el que se mezclaban historias de la agitada actualidad política y social de la transición, tan rica en polémicos y rápidos cambios que se prestaban fácilmente a la crítica y a la parodia que realizaban los personajes, siempre rodeados de las chicas del inevitable destape de la época, como Fedra Lorente, Adriana Vega, Jenny Llada y un largo etcétera. 
Además, sus últimas colaboraciones en el cine han sido en la popular Torrente 2: misión en Marbella (2001) y Torrente 4: Lethal Crisis (Crisis letal) (2010).
Su última colaboración fue en la película [http://www.noticias-de-seguros.com/nos-veremos-en-el-infierno/ (enlace roto disponible en Internet Archive; véase el historial, la primera versión y la última). Nos veremos en el infierno agosto de 2010 de manos del Director de cine Martín Garrido Barón.
Dicha película se estrenó en octubre de 2013 primeramente en Barcelona, Madrid y Mallorca.

## Real Madrid
El actor optó a la presidencia del club de fútbol Real Madrid en 1985 y 1988, si bien perdió ante Ramón Mendoza.

## Trabajos en televisión

### Series
| - Estudio 1 - La chica del gato (9-02-1966) - El pez en el agua (9-03-1966) - Bonaparte quiere vivir tranquilo (13-3-1968) - El landó de seis caballos (4-06-1968) - El Santo de la Isidra (14-05-1971) - El chalet de Madame Renard (03-03-1972) - Las flores (30-03-1973) - Doña Clarines (7-07-1975) - Los ladrones somos gente honrada (4-11-1979) - Mi señor es un señor (11-05-1980) - Entre bobos anda el juego (29-11-1980) - La mosca en la oreja (14-08-1984) - La Risa Española - Es mi hombre (07-03-1969) - El puesto de antiquités de Baldomero Pagés (27-06-1969) - Original - Reunión de Actores (30-09-1975) | - Este señor de negro - Carola (19-11-1975) - Ritos Ancestrales (14-01-1976) - Encarnitas (21-01-1976) - Novela - La muerte le sienta bien a Villalobos (03-10-1977) - Teatro Breve - La afición (07-02-1980) - La rifa del mantón (06-06-1980) - Ninette y un señor de Murcia (1984) - La revista - Que me la traigan (2 de mayo de 1996) - Yola (16 de mayo de 1996) - Las de armas tomar (23 de mayo de 1996) - Qué lata ser millonario (30 de mayo de 1996) - Tío Willy (1999) - ¿Se puede? (2004) - A tortas con la vida (2006) |

### Programas
| - Estudio 1 años sesenta, setenta... - Noches del Sábado 1965 - Fin de año 1965 - Musical 14.05 1966 - Nosotros 1968 - La casa de los Martínez 1967-1970 - Galas del sábado 1969 - Fin de año: Felices 70 1969 - Directísimo 1975 - Música y estrellas 1976 - Esta noche...fiesta 1978 - 300 Millones 1978 - 625 líneas 1980-1981 | - Con las manos en la masa 1985 - Autorretrato 1985 - Un, dos, tres... responda otra vez 1983-1986 - Waku waku 1989-1990 - Tutti Frutti 1990 - Entre platos anda el juego 1990-1992 - Querida Concha 1992 - Humor cinco estrellas 1992-1993 - Queridos cómicos 1993 - Caja de risas: Juanito Navarro 1993 - Cine de barrio 1995-2003 |

## Premios
Medallas del Círculo de Escritores Cinematográficos
| Año  | Categoría       | Resultado |
| ---- | --------------- | --------- |
| 1983 | Premio especial | Ganador   |